# C-3PO
C-3PO és un personatge fictici de l'univers de La Guerra de les Galàxies. És un droide de protocol, és a dir, un androide (robot humanoide) dissenyat específicament per interaccionar amb éssers pensants. Pot parlar i entendre més de 6 milions d'idiomes. Sovint se'l veu acompanyant del seu amic robot R2-D2. L'actor que duu aquesta disfressa a les pel·lícules és Anthony Daniels.
La seva principal funció, com a droide de protocol, és ajudar a explicar als costums, d'altres cultures, la traducció… És molt lleial als seus amos.
C-3PO és un dels personatges més longeus de la Guerra de les Galàxies, juntament amb R2-D2 apareix a nou de les deu pel·lícules d'imatge real estrenades, amb la única absència de Solo: A Star Wars Story, on en canvi sí va aparèixer Anthony Daniels com Tak, un artista humà que era un esclau que treballava a les mines d'espècies de Kessel fins a 10 ABY.
A la trilogia de preqüela es va explicar que havia estat construït per Anakin Skywalker. A l'univers expandit (acutalment llegendes) es va afirmar que havia estat creat molt abans al món mecànic d'Affa, activat el 112 ABY, arribant a Tatooine vuitanta anys després on van abandonar el seu cap i xassís, que van ser trobats pels joves Anakin i el seu amic Kitster Chanchani Banai.
En els anys posteriors a la derrota de l'Imperi, C-3PO va servir a Leia Organa, convertint-se en el cap d'un anell d'espionatge de la Resistència destinat a soscavar el Primer Orde.
El 2004, C-3PO va ser introduït dintre del "hall of fame" dels robots.

## Concepció i disseny

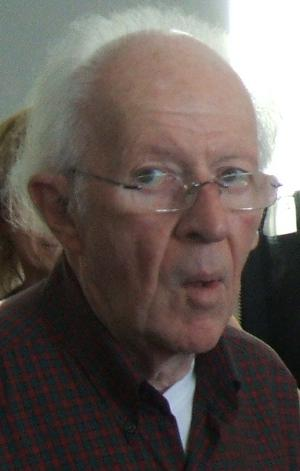
El dissenyador Ralph McQuarrie el febrer de 2008

Ni C-3PO ni R2-D2 van aparèixer a la sinopsi original de catorze pàgines del 1973 de George Lucas de "The Star Wars", però l'any següent, quan Lucas va reunir el seu esborrany inicial de 132 pàgines, va introduir dos personatges de robots de construcció anomenats ARTWO DETWO (R2D2) i See Threepio (C3PO), que van treballar en una fortalesa espacial imperial. Lucas va descriure Threepio com a alt, prim, vell, maltractat i de proporcions humanes, i, juntament amb ARTWO, havia de ser com a robot de construcció en una fortalesa espacial imperial. Quan la Fortalesa és atacada per naus estelades Aquilaean, Threepio va ser el robot que va decidir abandonar el vaixell, mentre que ARTWO vacil·lava a abandonar el seu deure. Els dos després van aterrar a la mar duna d'Utapau, on es troben amb Starkiller.
Cap al 1975, George Lucas havia tornat a escriure el seu tractament i el va reeditar a The Adventures of the Starkiller, Episodi I: The Star Wars. La història ara començava amb els dos droides a bord d'un caçador espacial rebel i van seguir la seva evacuació, aterrant a Utapau i capturats per Jawas. Amb relativament pocs canvis, a la seva història o descripció de personatges, així va ser com van aparèixer els dos droides a la pel·lícula original de Star Wars.
La creació de George Lucas de C-3PO va estar influenciada per la pel·lícula de 1958 Kakushi toride no san akunin d'Akira Kurosawa estrenada el 1962 als Estats Units, especialment Tahei i Matashichi, els dos personatges humirístics que serveixen de acompanyament al general Makabe. Lucas i l'artista Ralph McQuarrie també es van inspirar en els robots Huey, Dewey i Louie de la pel·lícula de 1972 Naus silencioses de Douglas Trumbull.
L'aspecte original del C-3PO, visible en art conceptual de Ralph McQuarrie, es va basar en el robot Maria de la pel·lícula muda Metropolis, de 1927.

## Aparicions canòniques

### Trilogia original

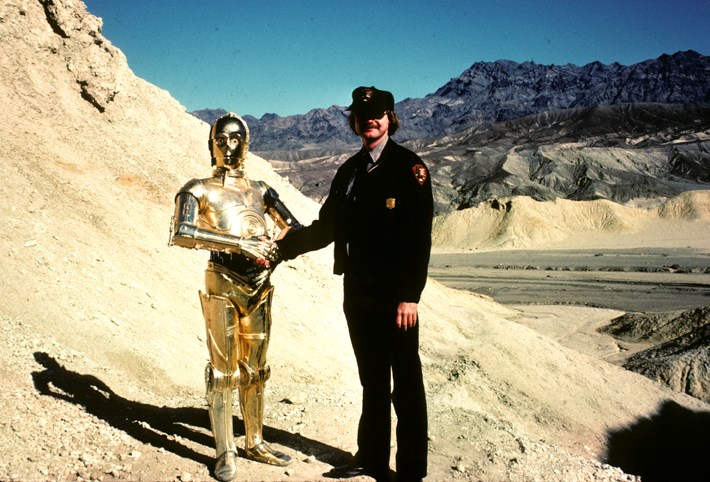
Filmació de "La guerra de les galàxies" al Parc Nacional de la Vall de la Mort.

A la pel·lícula original La guerra de les galàxies, C-3PO és presentat al públic quan ell i R2-D2 es troben a bord del vaixell consular Tantive IV quan és atacat per l'Imperial Destructor Estel·lar Devastador. Quan R2-D2 intenta abandonar la nau per enviar un missatge secret a Obi-Wan Kenobi, C-3PO el segueix R2-D2 en una pod d'escapament, que aterra a la planeta Tatooine. Allà, són capturats per Jawas, i se'ls emporten per ser venuts. En el procés de venda a Owen Lars, C-3PO convenç al seu nou propietari que també compri R2-D2. El seu nebot, Luke Skywalker va descobrir en R2 el missatge de la princesa Leia a Obi-Wan. A la nit, R2 es va escapar a la recerca de l'antic jedi i 3PO va acompanyar a Luke en la seva recerca. Quan el van trobar va ser atacat per un dels habitants de les sorres, sent salvat pel mateix Obi-Wan. Aquest va reproduir el missatge complet i se'n van anar cap a Alderaan a portar els plans en el Falcó Mil·lenari després contractar Han Solo i Chewbacca. Quan la nau és capturada a l'Estrella de la mort, C-3PO ajuda a R2-D2 a apagar l'ordinador d'escombraries de l'estació espacial, salvant la vida dels seus companys humans abans de fugir a bord del Falcó Mil·lenari. Quan R2-D2 es fa malbé durant la batalla de Yavin, un afectat C-3PO ofereix donar les seves pròpies parts per ajudar a reparar-lo. Tots dos estan presents a la celebració de la destrucció de l'Estrella de la Mort al final de la pel·lícula.
A L'Imperi Contraataca, l'Imperi va descobrir la base dels rebels a Hoth i van ser atacats. Va escapar amb Han, la princesa Leia i Chewbacca a Bespin, però van ser seguits pel cazarrecompensas Boba Fett. A la Ciutat dels Núvols van ser traïts per Lando Calrissian, que els va lliurar a Darth Vader. Aquest va usar a Han per provar un congelador de carboni i el va lliurar al caça-recompenses. Lando, penedit després d'adonar-se que havia estat enganyat, els va alliberar. Mentrestant, acorralat en el seu enfrontament contra Vader, Luke es va llançar al buit i es va agafar a una antena, sent rescatat per ells amb el Falcó Mil·lenari.
A El retorn del Jedi, els líders de la rebel·lió van revelar que la nova Estrella de la Mort estava mal protegida i que l'Emperador es trobava en ella. Va viatjar a Endor amb Han Solo, Leia, Luke, Chewbacca i R2 en una llançadora imperial per desactivar el seu blindatge. A Endor van ser capturats per una tribu d'indígenes anomenats els ewoks. Quan el van veure el van prendre per un déu. Luke va utilitzar la Força amb ell per fer-los creure que tenia poders, provocant que els alliberessin. Amb l'ajuda dels ewoks, van aconseguir destruir el blindatge i Lando va destruir la nova estació de combat.

### Trilogia preqüela
C-3PO va ser construït per Anakin Skywalker a Tatooine. Estava inacabat quan va conèixer a R2-D2 a The Phantom Menace. Anakin el va deixar en aquest estat quan va aconseguir la seva llibertat, deixant-ho amb la seva mare.
Es va retrobar amb el seu creador a L'atac dels clons, quan aquest va sentir el perill en què es trobava la seva mare i va tornar a Tatooine. Al costat de R2 va ser l'únic testimoni del casament secreta d'Anakin amb Padmé Amidala.
Acabada la guerra, després de la mort de la Senadora Amidala a La venjança dels Sith, R2 i ell van passar a ser propietat de l'amic d'aquesta, Bail Organa, senador d'Alderaan.

### Trilogia seqüela

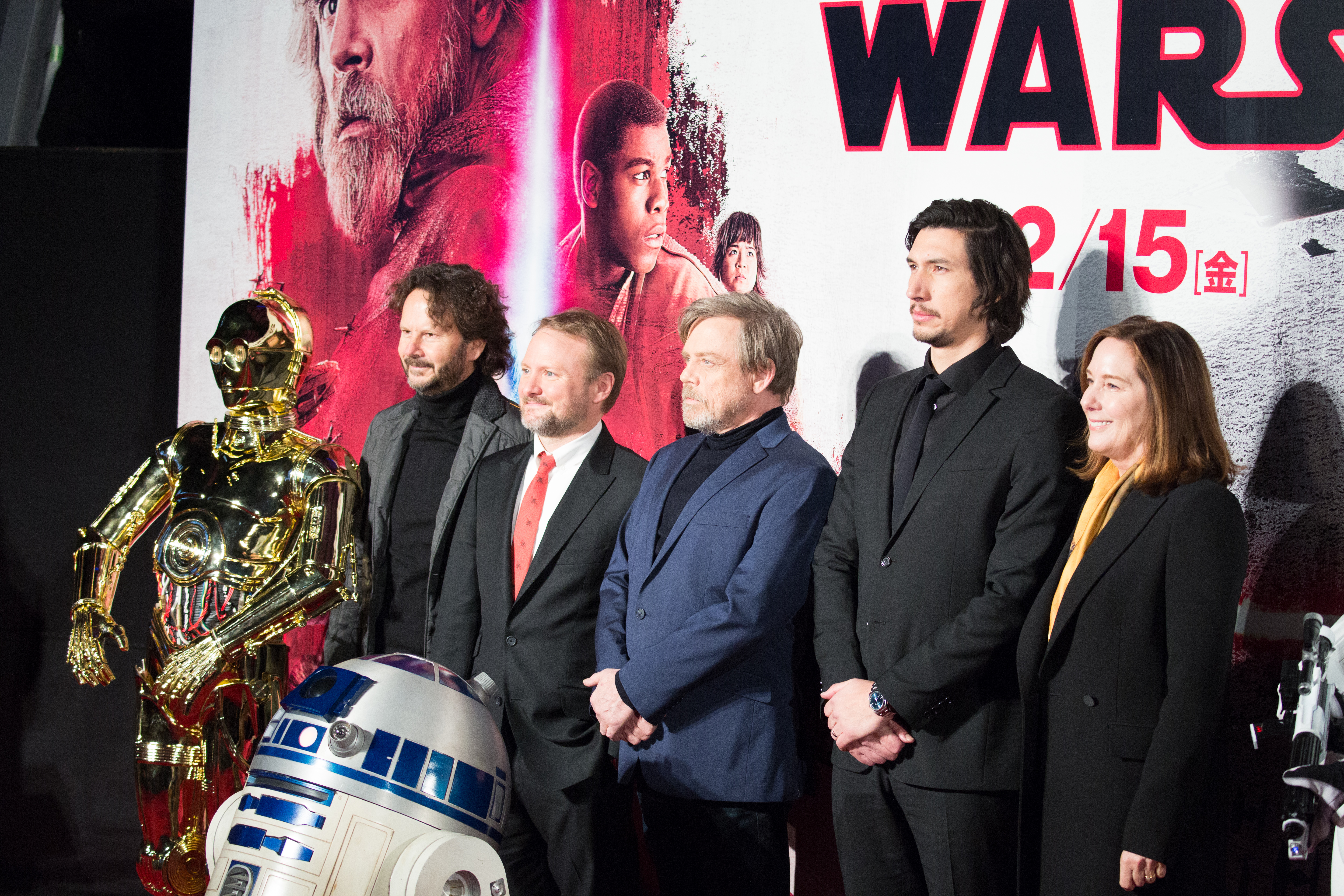
Catifa vermella de "Els últims Jedi".

A El despertar de la Força, se'l veu amb un braç esquerre pintat de vermell però obté un braç d'or al final de la pel·lícula. Les funcions del droid del protocol s'han ampliat fins a supervisar la xarxa de moviments de droides espies que funcionen a tota la galàxia. Se'l veu per primera vegada juntament amb Leia i un equip de la Resistència, recollint Han, Finn, BB-8 i Chewbacca al planeta Takodana. Durant les seves aventures, C-3PO es retroba amb R2-D2, que es reactiva després d'haver estat apagat durant anys.
A Els últims Jedi principalment serveix d'ajudant de Leia i, mentre ella està inconscient, de Poe Dameron; passa gran part de la pel·lícula manifestant la seva preocupació per les possibilitats en missions com l'evacuació de D'Qar al començament de la pel·lícula i la missió de Finn i Rose més endavant. Al final de la pel·lícula, té un breu retrobament amb Luke Skywalker, abans d'enfrontar-se a Kylo Ren.

### Altres pel·lícules
Durant les Guerres Clon els dos droides van estar al servei de la Senadora Amidala. A la pel·lícula Star Wars: The Clone Wars va descobrir que aquesta havia estat capturada per Ziro i va aconseguir rescatar-la amb l'ajuda d'alguns clons. Després del rescat de la senadora aquesta va aconseguir advertir Jabba el Hutt que havia estat enganyat pel Comte Dooku, qui havia segrestat al seu fill Rotta per culpar els Jedis, el que va facilitar una aliança entre el seu clan i la República Galàctica.
Fa un cameo juntament amb R2-D2 a Rogue One: A Star Wars Story (2016).

### Sèries de televisió
Apareix freqüentment a la sèrie Star Wars: Clone Wars, ajudant a lluitar contra els separatistes al servei de Padmé Amidala.
A Star Wars Rebels apareix a l'episodi "Droids in Distress" (2014) de la primera temporada.

### Còmics
C-3PO apareix a la sèrie  Star Wars vol.2 i a Poe Dameron i acompanya Han Solo en una incursió en un avançat imperial a la minisèrie Star Wars: Shattered Empire, totes de Marvel Comics.

### Llibres
Després dels esdeveniments de  Retorn dels Jedi , continua servint a Leia Organa en diverses novel·les, incloent Bloodline.